# Переспівниця
«Переспівниця» (англ. Mockingjay) — третій роман трилогії Сюзанни Колінз «Голодні ігри». В США роман вийшов 2010 року, і лише за перший тиждень було продано більше ніж 450 000 копій.
Українською роман вийшов друком у видавництві «Країна мрій» в лютому 2012 року.

## Зміст
12 округ знищено, Катніс потрапляє до 13 округу. Її друзів Фінея та Біпера було врятовано, Джоанна витягнула у них датчики стеження, завдяки чому вони були непомітні для президента Сноу. Піта та інші трибути знаходяться в полоні. Президент 13 округу пропонує стати трибутом повстання Катніс. Вона не погоджується, і тоді її відвозять подивитись на її дім в 12 округ. Вона, жахаючись побаченому (на дорозі лежали сотнями трупи людей), пішла у свій дім, який дивом залишався цілим. Зайшовши у дім вона взяла куртку та сумку, в неї Катніс поклала сімейну книгу рослин, і тут вона злякалась почувши шум. Це був кіт Прим, якого вона поклала в сумку та ще взяла фотографію мами і тата. Повернувшись до 13 округу, Катніс згоджується стати переспівницею, але за умовами: 1. Піта та інші трибути будуть вільні. 2. Їх не судитимуть. 3. (Дотаткова умова) Прим буде тримати кота. 4. Сноу вб'є вона. Президент згоджується з умовами. До 13 округу приїздять режисери, які втекли з капітолія завдяки Переспівниці. Потім вони разом прилітають до 8 округу, щоб зняти ролик з пораненими. Все проходить добре, проте, вийшовши зі шпиталю, командир військ 13 округу сповіщає про те, що до них наближаються винищувачі. Президент Сноу наказує бомбардувати шпиталь, бо вони порушили його правила. Винищувачі бомбардують шпиталь. Катніс та Гейл знищують їх. Спустившись з даху та побачивши знищений шпиталь, переспівниця на камеру виказує все, що відчуває. Її останні слова: «Президенте, якщо згоримо ми, згорите і ви!»

## Історія публікації
Переспівницю спочатку було випущено в США та Канаді 24 серпня 2010 року. Велика Британія, Нова Зеландія, Австралія отримали книгу днем пізніше 25 серпня. Одночасно 24 серпня світ побачила аудіокнига аудіостудії Scholastic Audio.

### Продажі
Спочатку планувався випустити початковий тираж у 750 тисяч примірників, та популярність перших двох частин трилогії призвела до його збільшення до 1,2 млн копій.. В перший же тиждень випуску, було розпродано понад 450,000 копій. Враховуючи це, Scholastic надрукувало ще 400,000 копій, збільшивши загальний тираж до 1,6 млн. Президент Scholastic Trade — Ellie Berger заявив, що «продажі перевищили всі очікування». Книга також була випущена у вигляді еКниги і до кінця тижня стала найрейтинговішою книгою. Інші дві частини трилогії Голодні ігри також ввійшли в 10-ку найрейтинговіших (перша зайняла п'яте місце, а друга — восьме).

## Обкладинка
На блакитній обкладинці роману «Переспівниця», пташка переспівниця, уособлення опору й боротьби, злітає, що символізує революцію .

## Серія книг
- Голодні ігри (англ. The Hunger Games), 2008
- У вогні (англ. Catching Fire), 2009
- Переспівниця (англ. Mockingjay), 2010
- Балада про співочих птахів та змій (англ. The Ballad of Songbirds and Snakes), 2020 — приквел